# Raini Rodriguez
Raini-Alena Rodríguez (Bryan, Texas; 1 de julio de 1993) es una actriz y cantante estadounidense. Es conocida por el papel coprotagónico de Trish en la serie original de Disney Channel, Austin y Ally. En 2013 ganó el premio a la Mejor actriz joven de televisión en los Premios Imagen.

## Primeros años
Rodriguez nació en Bryan, Texas. Es la hermana mayor del actor Rico Rodriguez. Tiene otros dos hermanos, Ray y Roy Jr. Sus padres, Diane y Roy Rodriguez, tienen un negocio llamado Rodriguez Tire Service. Raini es descendiente de mexicanos.
Raini fue descubierta en una presentación de talentos de IMTA (International Modeling and Talent Association, asociación internacional de talento y modelaje) por Susan Osser, una agente de talentos de California. Después de ver la presentación de Raini, Osser le ofreció a la madre de esta representar a Raini como su agente y le propuso mudarse a California para que Raini probará por un año distintas oportunidades laborales. En ese momento, Raini tenía 11 años. Su madre finalmente aceptó. Raini y su hermano Rico se mudaron a Los Ángeles junto con su madre, mientras que su padre permaneció en Texas para cuidar la tienda. Su madre los educó en casa para que pudieran dedicarse a sus carreras en el espectáculo. 
El día 12 de marzo de 2017, el padre de Raini y Rico murió a la edad de 52.

## Filmografía

### Películas
| Año  | Título                 | Papel                                    | Notas        |
| ---- | ---------------------- | ---------------------------------------- | ------------ |
| 2007 | Parker                 | Niña en el patio #2                      |              |
| 2008 | Niñeras Beware         | Hermana de Marco #1                      |              |
| 2009 | Paul Blart: Mall Cop   | Maya Blart                               |              |
| 2009 | Trozo de Agua          | Maggie Blumsfeld                         |              |
| 2009 | Gordita                | Adolescente Tatiana                      |              |
| 2011 | Prom                   | Tess Torres                              |              |
| 2011 | Last Chance Lloyd      | Tess Torres                              | Cortometraje |
| 2012 | Chica en Progreso      | Tavita                                   |              |
| 2014 | El recuerdo de Marnie  | Nobuko Kadoya (Voz de doblaje al inglés) |              |
| 2015 | Paul Blart: Mall Cop 2 | Maya Blart                               |              |
| 2015 | Bob´s Broken Sleigh    | Wupsy                                    | Voz          |

### Televisión
| Año     | Título                                 | Función               | Notas                                                |
| ------- | -------------------------------------- | --------------------- | ---------------------------------------------------- |
| 2006    | Huff                                   | Denise                | Episodio: "Sombras Negras"                           |
| 2007    | Handy Manny                            | Isabel Montoya (voz)  | Episodio:"Perdido y Encontrado"                      |
| 2007    | Familia del Año                        | Maria                 | Episodio: "Piloto"                                   |
| 2007    | The Suite Life of Zack and Cody        | Betsy                 | Episodio: "Sleepover Suite"                          |
| 2010    | I'm in the Band                        | Arlene Roca           | 2 episodios                                          |
| 2011–16 | Austin & Ally                          | Trish                 | Disney Canal Serie Original 87 episodios             |
| 2011    | True Jackson, VP                       | Nina                  | Episodio: "Centro comercial Cierto"                  |
| 2011    | El Esta noche Espectáculo con Jay Leno | Ella                  | (Estación 20, episodio 46)                           |
| 2015    | Creciendo Arriba y abajo               | Jackie                | Unaired Piloto de televisión                         |
| 2015    | I Didn´t Do it                         | Trish                 | Episodio: "Club de Mordisco"                         |
| 2016    | Mutt & Material                        | Gabby Groomer         | Episodio: "Patina Doggin'"                           |
| 2017    | Vampirina                              | Creepy Caroline (voz) | Episodio: "El Ghoul Chicas"                          |
| 2018–19 | La guardia del león                    | Starehe (Voz)         | 2 episodios                                          |
| 2018    | Doble Osa                              | Ella                  | Contestant; Episodio: "Equipo Rico vs. Equipo Raini" |
| 2019    | Knight Squad                           | El Doctor de Bruja    | Episodio: "El Material de Caballero"                 |
| 2020-21 | Jurassic World: Campamento Cretácico   | Sammy Gutiérrez (Voz) | Es una de los 6 protagonistas de la serie            |
| 2024-   | Jurassic World: Chaos theory           | Sammy Gutiérrez (Voz) | Es una de los 6 protagonistas de la serie            |

## Discografía

### Sencillos
| Solo                                               | Año  | Álbum                       |
| -------------------------------------------------- | ---- | --------------------------- |
| Glee Club MashUp(con reparto & de Ally del Austin) | 2013 | Disney Channel Play it Loud |

### Sencillos promocionales
| Solo                                | Año  | Álbum                            |
| ----------------------------------- | ---- | -------------------------------- |
| "Living Your Dreams"                | 2012 | Una Chihuahua de Beverly Hills 3 |
| "Doble Toma"                        | 2013 | Austin & Ally                    |
| " Deseas Fui"                       | 2013 | Disney Canal Lo Juega Fuerte     |
| "Fila, Fila, Fila Vuestra Barca"    | 2014 | Austin & Ally                    |
| "Fiesta, salsa, quinceañera baila!" | 2014 | Austin & Ally                    |

## Videos musicales
| Año  | Título               | Director    |
| ---- | -------------------- | ----------- |
| 2012 | "Living Your Dreams" | Desconocido |

## Premios y nominaciones
| Año  | Asociación           | Categoría                             | Trabajo                            | Resultado |
| ---- | -------------------- | ------------------------------------- | ---------------------------------- | --------- |
| 2010 | Premios Young Artist | Mejor actriz juvenil de reparto       | Paul Blart: Centro comercial Cop   | Nominada  |
| 2013 | Imagen Premios       | Mejor actriz juvenil de televisión    | Austin & Ally                      | Ganadora  |
| 2015 | Teen Choice Awards   | Mejor actriz de comedia               | Paul Blart: Centro comercial Cop 2 | Nominada  |
| 2015 | Imagen Premios       | Mejor actriz de reparto en televisión | Austin & Ally                      | Nominada  |